# Northern Dancer
Northern Dancer était un cheval de course pur-sang anglais issu du croisement de Neartic et Natalma. Né à Oshawa (Ontario, Canada) le 27 mai 1961 au haras de Windfiels, il était la propriété d'Edward P. Taylor. Champion sur les pistes, membre du Panthéon des Sports Canadiens, il est communément considéré comme « l'étalon du siècle ».

## Carrière de courses
Northern Dancer passa aux ventes de yearlings mais ne put trouver preneur pour $ 25 000, le prix de réserve fixé par E.P. Taylor, le plus célèbre éleveur du Canada, si bien qu'il resta à Winfields Farm. C'est sa taille, jugée trop petite, qui fit manquer aux éventuels acheteurs l'affaire du siècle: s'il mesurait officiellement 157 cm au garrot, les témoignages laissent plutôt estimer une taille comprise entre 152 et 155 cm. D'un tempérament jugé compliqué, il fut près d'être castré par son entraîneur Horatio Luro, mais Edward Taylor s'y opposa.
L'Argentin Horatio Luro, entraîneur particulier de Winfields Farm à cette époque, fit débuter Northern Dancer en août de ses 2 ans, sous la selle d'un certain Ron Turcotte (futur grand jockey, partenaire du grand Secretariat) encore apprenti. Le poulain montra aussitôt du talent, enchaînant les victoires, et se trouva naturellement favori des Coronation Futurity Stakes, la course la plus dotée pour les 2 ans canadiens. Il s'y imposa très facilement et termina sa saison par une victoire aux États-Unis, dans les Remsen Stakes, dans laquelle il se blessa au sabot. Après sept victoires en neuf sorties, Northern Dancer fut naturellement sacré meilleur 2 ans au Canada.
À 3 ans, le poulain reprit l'entraînement dès janvier après avoir guéri de sa blessure. Il fit sa rentrée en février dans une petite course préparatoire, terminant troisième après un parcours difficile, où son nouveau jockey Bobby Ussery fit usage de sa cravache, contre les ordres de Horatio Luro qui lui avait interdit et refusait par principe tout traitement dur avec les chevaux, déclarant : "Je crois en la patience avec les chevaux ; je refuse toute punition, en aucune circonstance". Ussery fut donc remplacé dès la sortie suivante du cheval par Bill Shoemaker, l'un des meilleurs jockeys américains. Ensemble, ils remportèrent facilement les Flamingo Stakes, préparatoire importante au Kentucky Derby, puis le Florida Derby. Bill Shoemaker choisit toutefois de laisser la monte de Northern Dancer pour le Kentucky Derby, lui préférant le Californien Hill Rise, invaincu et brillant lauréat du Santa Anita Derby. C'est donc avec un nouveau jockey, Bill Hartack, qui allait devenir son partenaire exclusif, que le poulain remporta une dernière préparatoire, les Blue Grass Stakes, puis se présenta au départ du Kentucky Derby dans la peau de l'outsider face au favori Hill Rise. L'explication entre les deux poulains fut spectaculaire, mais c'est bien Northern Dancer qui l'emporta, en un temps record, deux minutes exactement, record qui ne sera battu que par le grand Secretariat 1973, et demeure l'un des trois meilleurs chronos de l'histoire de cette course. Il devint aussi le premier cheval élevé au Canada à remporter le Kentucky Derby, et fit la une des médias dans son pays de naissance.
Malgré cette victoire, Northern Dancer s'élança avec le statut de deuxième favori derrière Hill Rise dans les Preakness Stakes deux semaines plus tard. Ce qui ne l'empêcha pas de s'imposer à nouveau, de deux longueurs et demi, Hill Rise finissant troisième. Les cinq premiers du Kentucky Derby avaient participé à la course, et la victoire de Northern Dancer prouvait bien qu'il était le meilleur poulain d'Amérique du Nord. La triple couronne s'offrait à lui. Restait à conquérir les Belmont Stakes, où "The Dancer" s'élança enfin dans la peau du favori face à sept adversaires. Mais il échoua dans sa quête, laissant partir Quadrangle et Roman Brother, deux poulains que Hartack et Shoemaker, les jockeys de Northern Dancer et Hill Rise, avaient semble-t-il sous-estimé, tout occupés qu'ils étaient à s'expliquer entre eux. Northern Dancer termina troisième devant Hill Rise, mais la triple couronne s'était envolée. Malgré cette défaite, le cheval fut honoré à son retour au Canada, Horatio Luro reçut du maire de Toronto les clés de la ville, et seul le tempérament toujours un peu "chaud" du poulain empêcha une parade dans les rues de la ville d'avoir lieu. Le 25 juin, Northern Dancer retrouva la compétition à Woodbine dans le Queen's Plate, qu'il emporta aisément. Mais en juillet, il se blessa au tendon lors d'un entraînement à Belmont Park, à New York, et ne put jamais guérir. Ainsi s'acheva sa carrière sur les pistes.

### Résumé de carrière
| Date         | Hippodrome      | Pays        | Course                     | Distance    | Jockey         | Place       | Écart       | Vainqueur ou deuxième |
| 1963, 2 ans  | 1963, 2 ans     | 1963, 2 ans | 1963, 2 ans                | 1963, 2 ans | 1963, 2 ans    | 1963, 2 ans | 1963, 2 ans | 1963, 2 ans           |
| ------------ | --------------- | ----------- | -------------------------- | ----------- | -------------- | ----------- | ----------- | --------------------- |
| 2 août       | Fort Erie       | Canada      | Maiden                     | 1 100 m     | Ron Turcotte   | 1er / 8     | 8           |                       |
| 17 août      | Fort Erie       | Canada      | Vandal Stakes              | 1 300 m     | P. Bohenko     | 2e / 11     | 3           | Ramblin' Road         |
| 24 août      | Fort Erie       | Canada      | Summer Stakes              | 1 600 m     | P. Bohenko     | 1er / 7     | 1 ¼         | Slithering Sam        |
| 29 septembre | Woodbine        | Canada      | Cup and Saucer Stakes      | 1 700 m     | Ron Turcotte   | 2e / 16     | 3/4         | Grand Garçon          |
| 7 octobre    | Woodbine        | Canada      | Bloordale Purse            | 1 600 m     | Ron Turcotte   | 1er / 6     | 1           | Northern Flight       |
| 12 octobre   | Woodbine        | Canada      | Coronation Futurity Stakes | 1 800 m     | Ron Turcotte   | 1er / 15    | 6 ¼         | Jammed Lively         |
| 6 novembre   | Greenwood       | Canada      | Carleton Stakes            | 1 400 m     | J. Fitzsimmons | 1er / 6     | 2 ½         | Northern Flight       |
| 18 novembre  | Aqueduct        | États-Unis  | Sir Gaylord Purse          | 1 600 m     | M. Ycaza       | 1er / 6     | 8           | Bupers                |
| 27 novembre  | Aqueduct        | États-Unis  | Remsen Stakes              | 1 600 m     | M. Ycaza       | 1er / 6     | 2           | Lord Date             |
| 1964, 3 ans  |                 |             |                            |             |                |             |             |                       |
| 10 février   | Hialeah Park    | États-Unis  | Allowance                  | 1 200 m     | B. Ussery      | 3e / 7      | 2 ¼         | Chieftain             |
| 3 mars       | Hialeah Park    | États-Unis  | Flamingo Stakes            | 1 800 m     | B. Shoemaker   | 1er / 11    | 2           | Mr. Brick             |
| 28 mars      | Gulfstream Park | États-Unis  | Allowance                  | 1 400 m     | M. Ycaza       | 1er / 7     | 4           | The Scoundrel         |
| 4 avril      | Gulfstream Park | États-Unis  | Florida Derby              | 1 800 m     | B. Shoemaker   | 1er / 8     | 1           | The Scoundrel         |
| 23 avril     | Keeneland       | États-Unis  | Blue Grass Stakes          | 1 800 m     | Bill Hartack   | 1er / 5     | 1/2         | Allen Adair           |
| 2 mai        | Churchill Downs | États-Unis  | Kentucky Derby             | 2 000 m     | Bill Hartack   | 1er / 11    | enc.        | Hill Rise             |
| 16 mai       | Pimlico         | États-Unis  | Preakness Stakes           | 1 900 m     | Bill Hartack   | 1er / 6     | 2 ¼         | The Scoundrel         |
| 6 juin       | Belmont Park    | États-Unis  | Belmont Stakes             | 2 400 m     | Bill Hartack   | 3e / 8      | 6           | Quadrangle            |
| 20 juin      | Woodbine        | Canada      | Queen's Plate              | 2 000 m     | Bill Hartack   | 1er / 8     | 7 ½         | Langcrest             |

### Honneurs et distinctions
Northern Dancer obtint le titre de meilleur 3 ans et cheval de l'année au Canada, meilleur 3 ans de l'année aux États-Unis, où l'increvable Kelso lui ravit le titre suprême de cheval de l'année. Il fut également élu athlète de l'année au Canada, une première pour un cheval, et dès 1965 il fut élu au Panthéon des Sports Canadiens, dont il resta le seul membre non humain jusqu'à l'élection en 1996 du champion de saut d'obstacles Big Ben. Admis au Hall of Fame des courses américaines (1976) et canadiennes (1976), il occupe le 43e rang dans le classement des 100 meilleurs chevaux de sport hippique américain du XXe siècle établi par le magazine Blood-Horse en 1999.

## Au haras
Northern Dancer entra au haras à Winfields Farm en 1965, au tarif initial de $ 10 000 la saillie, et se révéla aussitôt être un étalon exceptionnel, sans aucun doute le plus important de la seconde moitié du XXe siècle , : son sang coule dans les veines de plus de la moitié des chevaux de course de haut niveau, et en Europe, rares sont les chevaux classiques et les champions qui en sont exempts. Son omniprésence est telle que c'est désormais son absence dans le pedigree d'un étalon ou d'une poulinière qui peut être valorisée, dans la mesure où cela permet davantage de croisement sans risquer une consanguinité trop serrée (cf. article sur Native Dancer). Au début des années 70, le succès de Northern Dancer comme reproducteur incite son propriétaire à transférer son étalon dans le Maryland, aux États-Unis, dans une antenne de son haras.
Naturellement, son prix de saillie s'est vite et très sensiblement accru : $ 15 000 en 1969, $ 25 000 en 1971, $ 35 000 en 1975, $ 50 000 en 1978, $ 100 000 en 1980, $ 150 000 en 1981, $ 200 000 en 1982, $ 300 000 en 1983, $ 500 000 en 1984. Pour ses dernières années d'activité, entre 1985 et 1987, son tarif n'était plus rendu public, mais négocié en privé, autour du million de dollars,. En 1981, alors qu'il avait 20 ans, soit un âge avancé pour un cheval, des Européens proposèrent de l'acquérir pour 40 millions de dollars, ce que Edward Taylor refusa. Ses yearlings faisaient afficher des prix records. Trois des dix yearlings les plus chers de l'histoire sont ainsi des produits de Northern Dancer, les sept autres étant ses descendants directs. Ses produits furent top-price à douze reprises des ventes de Keeneland, les plus importantes ventes de yearlings aux États-Unis. En 1983, un certain Snaafi Dancer fut le premier yearling à franchir la barre de 10 millions de dollars. L'année suivante, douze de ses produits furent vendus à Keeneland au prix moyen de 3,5 millions de dollars (l'équivalent de 8 millions de dollars d'aujourd'hui, en tenant compte de l'inflation). En tout, les 174 produits de Northern Dancer passés sur le ring à Keeneland ont totalisé quelque 160 millions de dollars d'enchères, occasionnant des batailles homériques entre les grandes puissances du galop mondial, les Irlandais de Coolmore et les grandes fortunes du Golfe, en premier lieu la famille Al Maktoum.
Parmi les 510 de ses produits qui ont couru (sur 646 produits en 20 saisons de monte, un étalon à l'époque servait environ 40 juments par an, beaucoup moins que de nos jours, son petit-fils Danehill ayant produit par exemple 2 500 produits en 14 saisons), 411 remportèrent au moins une course, 147 d'entre eux furent "stakes winner" (vainqueur d'une course importante), et 23 ont remporté un titre honorifique de cheval de l'année ou de meilleur produit de sa génération. L'influence exceptionnelle et universelle de Northern Dancer au haras s'explique moins par ses filles (même s'il fut Tête de liste des pères de mères en Amérique du Nord en 1991, et s'il est le grand-père maternelle du crack Arazi par exemple, ou du champion japonais Narita Brian), que par le nombre de grands étalons qu'il a engendrés : plus de 280 de ses fils ont fait la monte, et parmi eux 29 ont engendré au moins un vainqueur classique - un score incomparable. Depuis 1990, tous les étalons tête de liste en Angleterre sont ses fils ou ses petits fils. On estime qu'en 2013, environ 35 à 40 % des vainqueurs au niveau groupe aux États-Unis sont ses descendants en lignée mâle, une proportion qui s'élève à environ 60 % en Europe et en Australie. Son meilleur continuateur, Sadler's Wells, est à son tour devenu un grand père d'étalons avec Galileo, Montjeu ou In The Wings. De même, Danzig a tracé via Danehill ou Green Desert. Nureyev (notamment grâce à sa fille Miesque), Lyphard, Storm Bird, Be My Guest, Night Shift, Fairy King, The Minstrel, Unfuwain et bien sûr le phénomène et grand reproducteur Nijinsky, ont tous contribué à assurer son hégémonie au stud book. On pourrait ajouter les champions Shareef Dancer, Secreto, El Gran Señor ou la célèbre Fanfreluche.
Retiré de la monte en 1987, Northern Dancer est mort le 16 novembre 1990. Il repose à Winfields Farms. Sa statue grandeur nature en bronze accueille les visiteurs à l'entrée de l'hippodrome de Woodbine au Canada. En 1996, la poste canadienne édita un timbre à son effigie et une rue porte son nom dans la banlieue de Toronto.

### La progéniture de Northern Dancer
Voici quelques-uns des meilleurs produits de Northern Dancer :
- Viceregal (1966) - Cheval de l'année au Canada en 1969.
- Nijinsky (1967) - Considéré comme l'un des meilleurs chevaux de l'histoire, dernier vainqueur en date de la triple couronne anglaise (2000 Guinées, Derby d'Epsom, St. Leger), du Derby d'Irlande et des King George VI and Queen Elizabeth Diamond Stakes. Cheval de l'année en Angleterre. Tête de liste des étalons en Angleterre et en Irlande (1986) et des pères de mères en Amérique du Nord (1993 et 1994). Père entre autres de :
  - Lammtarra : Prix de l'Arc de Triomphe, Derby d'Epsom, King George.
  - Seattle Dancer, le yearling le plus cher de l'histoire (13,1 millions de dollars en 1985, soit environ 29 millions de dollars de 2015, en tenant compte de l'inflation).
  - Caerleon, deux fois tête de liste en Angleterre (1988, 1991)
- Fanfreluche (1967) - Cheval de l'année au Canada (1970).
- Vice Regent - Treize fois tête de liste des étalons au Canada, père notamment de :
  - Deputy Minister : deux fois tête de liste aux États-Unis (1997, 1998), tête de liste des pères de mères (2007)
- Northern Taste (1971) - Prix de la Forêt, 10 fois tête de liste des étalons au Japon.
- Lyphard (1972) - Vainqueur du Prix Jacques Le Marois et du Prix de la Forêt. Grand étalon, tête de liste en France (1978, 1979) et aux États-Unis (1986). Père de deux vainqueurs du Prix de l'Arc de Triomphe : 
  - Dancing Brave : Prix de l'Arc de Triomphe, 2000 Guinées, Eclipse Stakes, King George
  - Three Troikas : Prix de l'Arc de Triomphe, Poule d'Essai des Pouliches, Prix Saint-Alary, Prix Vermeille
- Northernette (1974) - Pouliche de l'année au Canada en 1976 et 1977.
- The Minstrel (1974) - Cheval de l'année en Angleterre (1977), vainqueur des Derbies d'Epsom et d'Irlande. Grand-père notamment du grand champion Cigar.
- Be My Guest (1974) - Tête de liste des étalons en Angleterre (1982)
- Try My Best (1975) - Meilleur 2 ans de l'année en Angleterre et en Irlande (1977), père notamment de : 
  - Last Tycoon, champion et étalon de premier plan, tête de liste en Australie (1994).
- Danzig (1977) - 3 fois tête de liste des étalons américains (1991-1993), reproducteur extrêmement influent via ses fils :
  - Danehill, 9 fois tête de liste en Australie, 3 fois tête de liste en Angleterre, 2 fois tête de liste en France, tête de liste des pères de mères aux États-Unis. Père de champions (Rock of Gibraltar, Dylan Thomas, Aquarelliste, Westerner, Duke of Marmalade...), de grands étalons (Fastnet Rock, Encosta de Largo, Danehill Dancer, Dansili...) et grand père de mères (Frankel, Danedream...)
  - Le sprinter et grand étalon Green Desert, père à son tour de trois grands étalons Cape Cross (d'où Sea The Stars, Golden Horn ou Ouija Board), Invincible Spirit (Kingman, Moonlight Cloud) et Oasis Dream (Midday, Muhaarar).
  - L'influent Anabaa, les champions Dayjur, Lure, Chief's Crown...
- Nureyev (1977) - Tête de liste des étalons en France (1987, 1997), tête de liste des pères de mères en Angleterre et en Irlande (1997), père notamment de : 
  - Miesque : Breeders' Cup Mile, Poule d'Essai des Pouliches, 1000 guinées Stakes, Prix Jacques Le Marois... À l'origine d'une lignée de champions, elle est la mère de :
    - Kingmambo, champion et grand étalon, et East of The Moon

  - Peintre Célèbre : Prix de l'Arc de Triomphe, Prix du Jockey-Club, Grand Prix de Paris
  - les champions Theatrical, Sonic Lady, Soviet Star, Zilzal, Spinning World...
- Storm Bird (1978) - Meilleur 2 ans de l'année en Europe, étalon de premier plan, père de :
  - Storm Cat : Deux fois tête de liste aux États-Unis (1999, 2000), à son époque l'étalon le plus cher du monde ($ 500 000 la saillie), père notamment de :
    - Giant's Causeway, champion et trois fois tête de liste aux États-Unis, père notamment de  Shamardal
- .Shareef Dancer (1980) - Vainqueur du Derby d'Irlande, père de mère du phénomène Dubaï Millenium.
- El Gran Señor (1981) - Meilleur poulain de sa génération en Europe à 2 et 3 ans, vainqueur des Dewhurst Stakes, des 2000 Guinées et du Derby d'Irlande.
- Secreto (1981) - Lauréat du Derby d'Epsom
- Sadler's Wells (1981) - Vainqueur des 2000 Guinées irlandaises et meilleur fils de Northern Dancer au haras. 14 fois tête de liste en Angleterre et en Irlande, 3 fois tête de liste en France, 7 fois tête de liste des pères de mères en Angleterre et en Irlande, 3 fois tête de liste des pères de mères en Amérique du Nord. Père de : 
  - Galileo, vainqueur classique et meilleur étalon du XXIe siècle, 12 fois tête de liste en Angleterre et en Irlande, père de plus de 100 vainqueurs de groupe 1, un record, parmi lesquels :
    - Frankel, le cheval le mieux noté de l'histoire des courses (rating Timeform 147), à son tour tête de liste des étalons en Angleterre et en Irlande.
    - les champions Teofilo, New Approach, Cape Blanco, Frankel, Australia, Found, Waldgeist, Minding, Japan, Highland Reel, Magical, Gleneagles, Churchill, Love, Kyprios...

  - Montjeu, vainqueur de l'Arc et grand étalon, père de 35 vainqueurs de groupe 1, dont quatre lauréats du Derby d'Epsom (parmi lesquels Motivator, le père de la grande championne Trêve).
  - les champions Old Vic, Salsabil, Carnegie, Yeats, High Chaparral, In The Wings, Opera House, Barathea, Kayf Tara, Dream Well...
- Fairy King - Tête de liste en France 1996, père notamment de :
  - Helissio, vainqueur du Prix de l'Arc de Triomphe, Encosta de Lago, deux fois tête de liste en Australie, Falbrav...

## Origines
Pur produit de l'élevage de Windfields Farm, Northern Dancer est issu de la première génération des produits de Nearctic, cheval de l'année au Canada en 1957 et futur père du champion français Nonoalco. Sa mère est l'immense poulinière Natalma.

### Pedigree
| Origines de Northern Dancer (CAN), mâle bai né en 1961 | Origines de Northern Dancer (CAN), mâle bai né en 1961 | Origines de Northern Dancer (CAN), mâle bai né en 1961 | Origines de Northern Dancer (CAN), mâle bai né en 1961 |
| ------------------------------------------------------ | ------------------------------------------------------ | ------------------------------------------------------ | ------------------------------------------------------ |
| Père Nearctic                                          | Nearco                                                 | Pharos                                                 | Phalaris                                               |
| Père Nearctic                                          | Nearco                                                 | Pharos                                                 | Scapa Flow                                             |
| Père Nearctic                                          | Nearco                                                 | Nogara                                                 | Havresac                                               |
| Père Nearctic                                          | Nearco                                                 | Nogara                                                 | Catnip                                                 |
| Père Nearctic                                          | Lady Angela                                            | Hyperion                                               | Gainsborough                                           |
| Père Nearctic                                          | Lady Angela                                            | Hyperion                                               | Selene                                                 |
| Père Nearctic                                          | Lady Angela                                            | Sister Sarah                                           | Abbots Trace                                           |
| Père Nearctic                                          | Lady Angela                                            | Sister Sarah                                           | Sarita                                                 |
| Mère Natalma                                           | Native Dancer                                          | Polynesian                                             | Unbreakable                                            |
| Mère Natalma                                           | Native Dancer                                          | Polynesian                                             | Black Polly                                            |
| Mère Natalma                                           | Native Dancer                                          | Geisha                                                 | Discovery                                              |
| Mère Natalma                                           | Native Dancer                                          | Geisha                                                 | Miyako                                                 |
| Mère Natalma                                           | Almahmoud                                              | Mahmoud                                                | Blenheim                                               |
| Mère Natalma                                           | Almahmoud                                              | Mahmoud                                                | Mah Mahal                                              |
| Mère Natalma                                           | Almahmoud                                              | Arbitrator                                             | Peace Chance                                           |
| Mère Natalma                                           | Almahmoud                                              | Arbitrator                                             | Mother Goose (Famille 2-d)                             |